# Schnoor

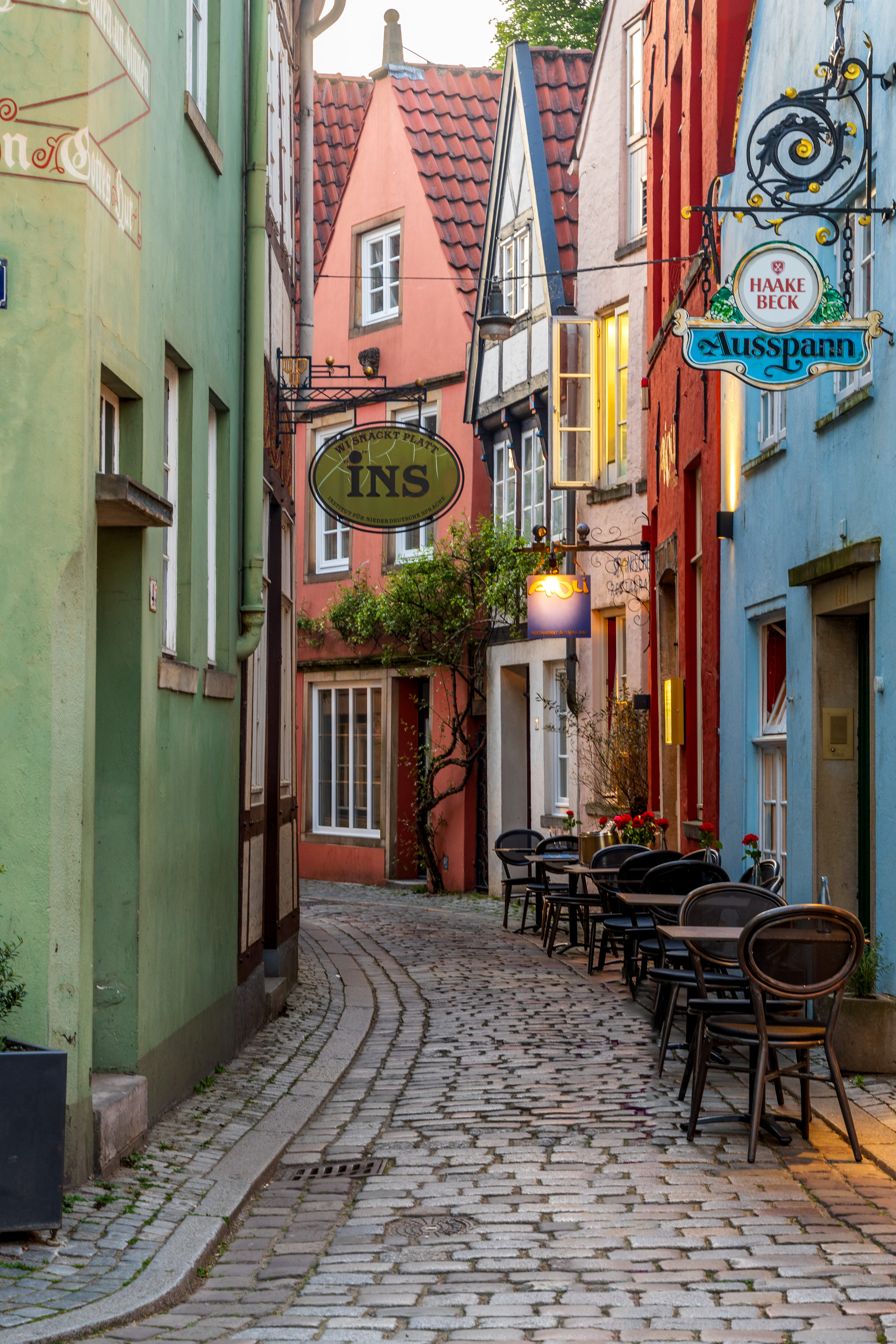
Blick ostwärts in die Straße Schnoor, 2024

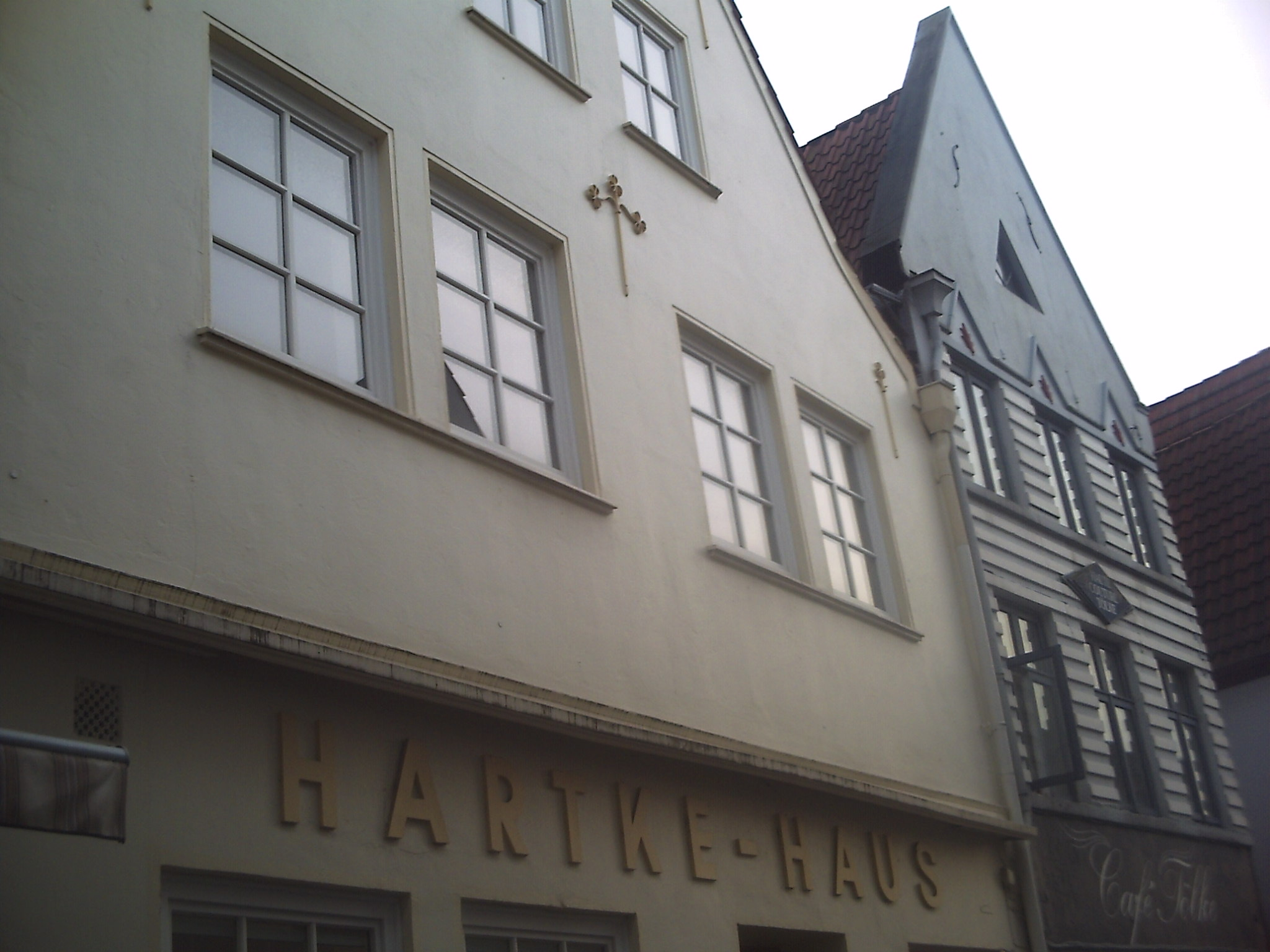
Hartke-Haus, ehemals Schnoor-Archiv

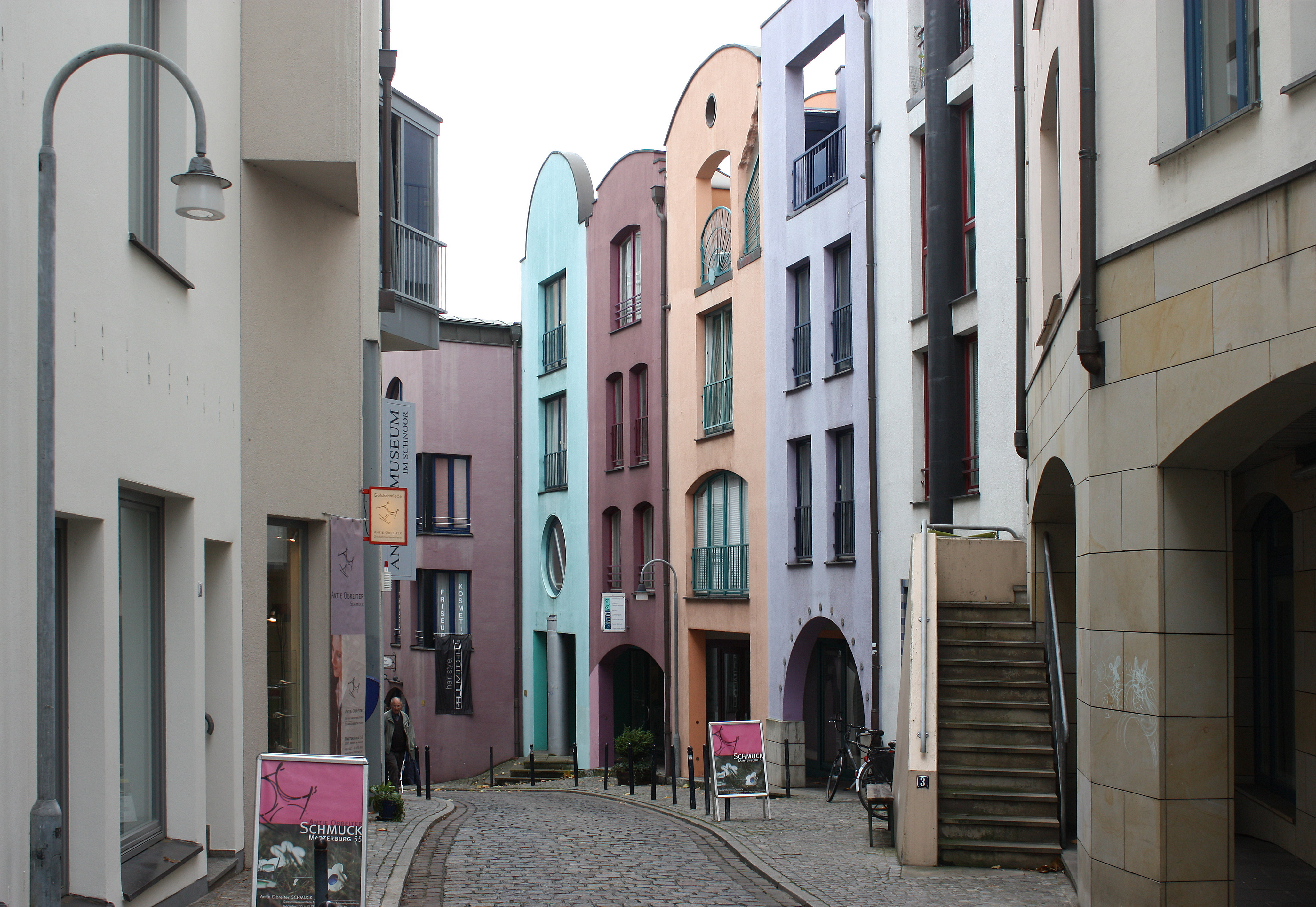
Die Straße Marterburg mit der Bebauung des späten 20. Jahrhunderts

Der Schnoor – auch das Schnoorviertel genannt (von niederdeutsch Schnoor, Snoor = Schnur) – ist ein bis in das Hochmittelalter zurückreichendes Gängeviertel in der Altstadt Bremens und zugleich der Name der Straße Schnoor in diesem Viertel. Die ältesten weltlichen Bauwerke stammen aus dem frühen 15. Jahrhundert, die Kirche St. Johann entstand im späten 14. Jahrhundert. Gegen Abrisspläne konnte das im Zweiten Weltkrieg weitgehend verschonte Quartier in den 1950er Jahren, das heute eine der wichtigsten touristischen Attraktionen darstellt, erhalten werden. Nördlich anschließende Gebäude nahmen zumindest die Strukturen der Bebauung auf und entwickelten sie postmodern fort.

## Geschichte

### Name
Das Quartier verdankt seine Bezeichnung dem alten Schiffshandwerk. Die Gänge zwischen den Häusern standen oft in Zusammenhang mit Berufen oder Gegenständen: So gab es einen Bereich, in welchem Seile und Taue hergestellt wurden (plattdeutsch Snoor = Schnur), und einen benachbarten Bereich, in dem Draht und Ankerketten gefertigt wurden (plattdeutsch Wiere = Draht), woher die Straße Lange Wieren ihren Namen hat. Eine etwas andere Deutung: Die kleinen Häuser stehen so eng aneinandergereiht wie Perlen auf einer Schnur.

### Entwicklung

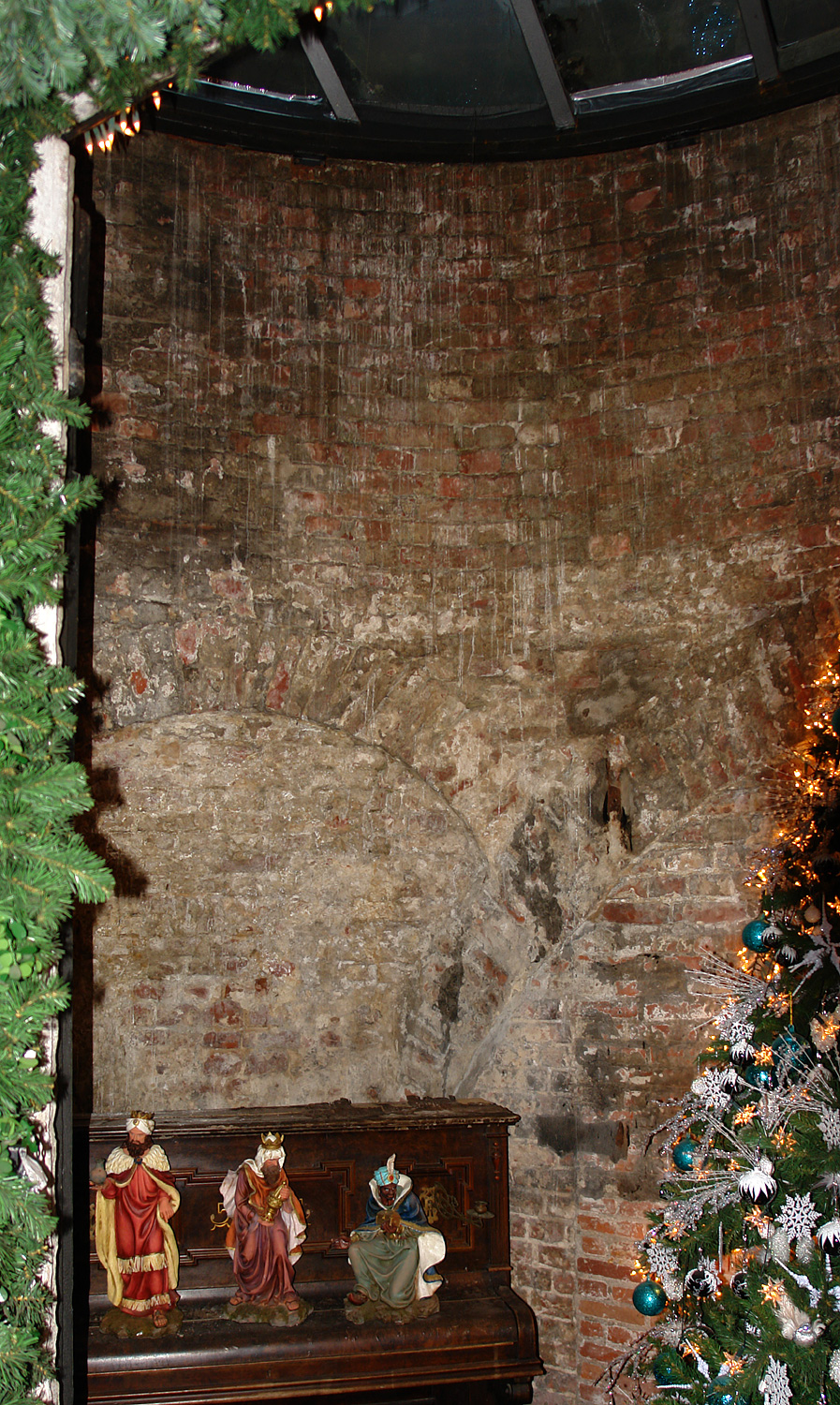
Überreste der Stadtmauer des 13. Jahrhunderts in einem Geschäft am Ostrand des Schnoors

Die erste schriftliche Erwähnung des Schnoors geht auf das 13. Jahrhundert zurück. Zu dieser Zeit wurde am Rande des heutigen Schnoorviertels ein Franziskanerkloster gebaut, von dem nur die Klosterkirche erhalten ist. Die heutige katholische Kirche St. Johann wurde im 14. Jahrhundert im Stil der Backsteingotik als turmlose Hallenkirche mit Dachreiter erbaut. Zu den ältesten baulichen Überresten zählen Teile der Stadtmauer des 13. Jahrhunderts, wie etwa im „Weihnachtsladen“ an der Marterburg.
Die Balge, ein Seitenarm der Weser, verlief unmittelbar vor dem Schnoorviertel und band das Quartier an das Wasserwegenetz an. Deshalb lebten im Arme-Leute-Viertel in den kleinen Schnoorhäusern Flussfischer und Schiffer, aber auch Handwerker. Lange war die Balge ein bedeutender Wasserlauf der Stadt, der jedoch versandete. Er wurde 1608 kanalisiert und 1838 zugeschüttet.
Die ältesten profanen Häuser sind das Haus Schnoor 15 (Brasilhaus) von 1402 und das Packhaus Schnoor 2 von 1401. Ersteres wurde 1512 über dem mittelalterlichen Gewölbe errichtet, die Fassade entstand um 1600. Das Haus Schnoor 9 stammt von 1621, die Utlucht, die Sonnenuhr und die Zierpforten stammen aus dem 18. Jahrhundert. Möglicherweise aus dem 16. Jahrhundert stammt das Haus mit Ladeluke am Giebel und zweigeschossigem Erker am Schnoor 38. Dort steht ein Renaissanceportal durch das man einen sehr schmalen Gang passiert, durch den man zur Wüsten Stätte gelangt. Diese trägt ihren Namen, weil sie nach einem Brand 1659 lange unbebaut blieb. Einige Häuser sind Nachbauten nach historischen Vorlagen – wie etwa das besagte Fachwerkhaus mit der Teestube (Wüstestätte 1) – oder bestehen nur noch aus Fassaden, die ursprünglich an anderer Stelle standen – wie etwa das Amtsfischerhaus.

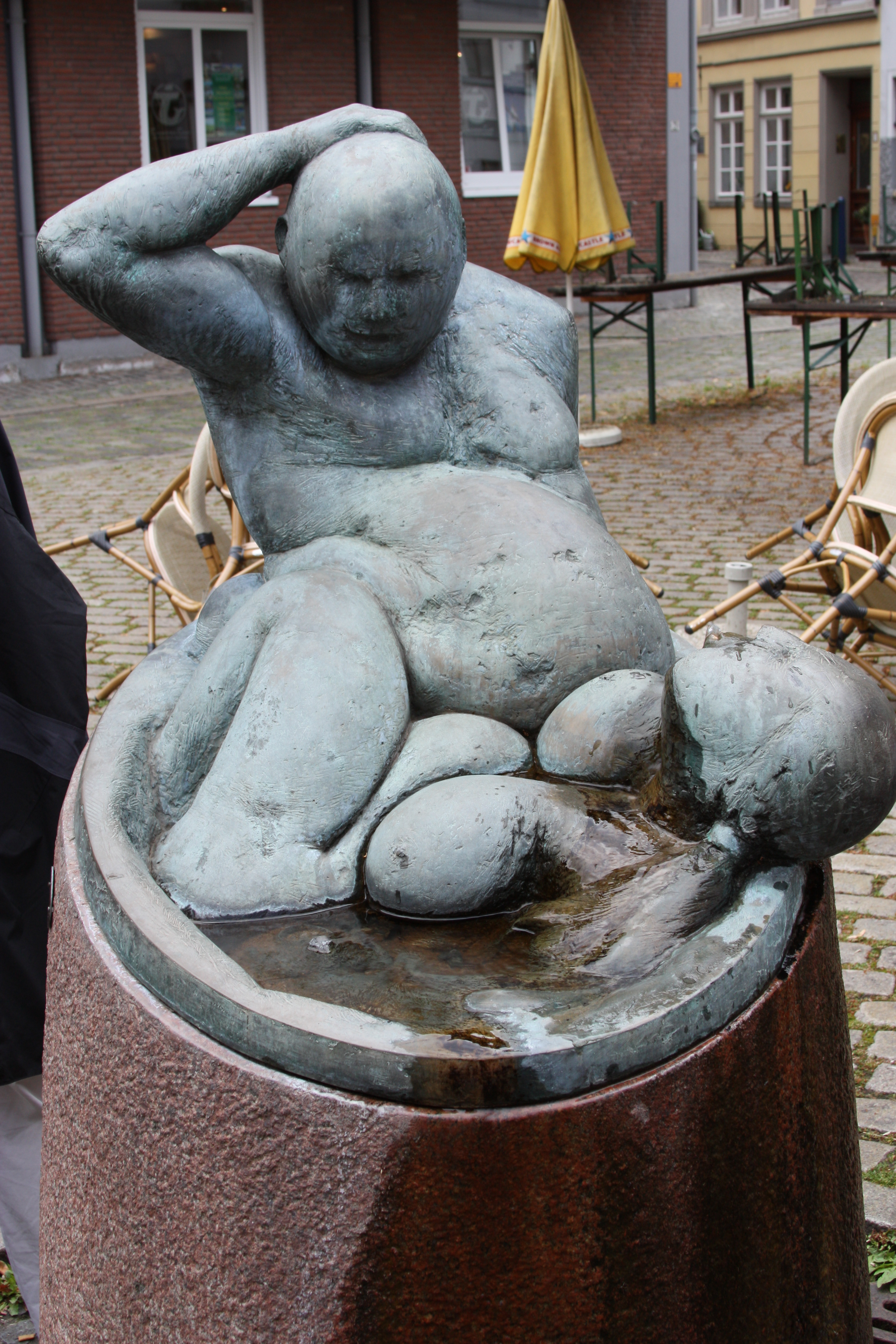
Eine Skulptur erinnert an das mittelalterliche Badehaus

Zahlreiche Häuser aus dem 17. und 18. Jahrhundert sind weitgehend noch in ihrem ursprünglichen Bauzustand erhalten und vermitteln einen Eindruck vom Leben im Barock. Viele Straßenbezeichnungen stehen im Zusammenhang mit früheren Nutzungen. So war am Stavendamm die erste öffentliche Badestube zu finden (Stave ist Plattdeutsch für Stube). Es wird berichtet, der Bischof von Bremen habe durch einen unterirdischen Gang vom Dom bis zum Stavendamm heimlich die Badestube besuchen können. Die Legende erzählt, dieser unterirdische Gang habe im Schifferhaus geendet.
Bedingt durch die kleinen Grundstücke und engen Gassen entwickelte sich der Schnoor Anfang des 20. Jahrhunderts zu einem Arme-Leute-Viertel. Während hier oft einem Haus nur rund sechzig Quadratmeter Grund und Boden zur Verfügung standen, erreichen die einzelnen Wohngrundstücke in den Randbezirken Bremens noch heute eine Größe von mehr als tausend Quadratmetern. Für den motorisierten Verkehr waren die meisten Straßen im Schnoor praktisch unpassierbar.
Von den Zerstörungen Bremens im Zweiten Weltkrieg blieb der Schnoor überwiegend verschont, jedoch standen den Bewohnern, vielfach Prostituierten, die nötigen Geldmittel zum Erhalt nicht zur Verfügung. Im Laufe der Fünfzigerjahre kamen neue Bewohner in das Quartier, darunter Studenten und Künstler, die die günstigen Mieten und das Flair anzogen. Dabei waren viele Häuser in schlechtem Zustand, die Schnoorbewohner wehrten sich vielfach gegen die neuen Nachbarn. Von den 120 Häusern im Schnoor standen aber bis auf sieben noch alle, als die Stadt – auf der Suche nach Baugrund für Banken und Versicherungen – den Abriss des historischen Quartiers durchzusetzen versuchte. Gegen diese Pläne wandte sich nicht nur der Denkmalpfleger Rudolf Stein, Nachfolger des bis 1952 amtierenden Gustav Ulrich, sondern auch zahlreiche Bewohner des Schnoors. Richard Boljahn als Aufsichtsratsvorsitzender der GEWOBA und auch seine Architekten vertraten eine an das Bauhaus angelehnte Bauweise vor allem von Hochhäusern, die Traditionalisten und Rudolf Stein setzten dagegen eine an den „Bremer Stil“ angepasste Architektur durch, und vor allem die Erhaltung der meisten Häuser unter Einfügung zahlreicher Fundstücke aus den Ruinen der Altstadt. Voraussetzung für die Konfliktlösung war, dass Boljahn, der großen Einfluss in der Stadt hatte, dem Erhalt zustimmte.
Zum Schutz der erhaltenswerten Bausubstanz wurde am 3. Februar 1959 ein Ortsstatut beschlossen. Die Hauseigentümer und die Stadt begannen mit Unterstützung der Denkmalpflege unter Leitung von Karl Dillschneider das rund hundert Häuser umfassende Viertel zu sanieren. Einige kriegsbedingte Baulücken wurden geschlossen. Durch Materialhilfen der Denkmalpflege mittels geborgener historischer Bauteile, vor allem aus der Altstadt, sowie durch finanzielle Zuschüsse wurde der Sanierungsprozess unterstützt. Sämtliche Umbauten wurden durch die Denkmalpflege betreut und kontrolliert. Um ein verträgliches Nebeneinander von Wohnen und Gewerbe zu gewährleisten, wurde 1981 ein Bebauungsplan aufgestellt, um beispielsweise neben den bereits bestehenden Gaststätten keine weiteren zuzulassen. Insgesamt sind baurechtlich an 14 Standorten gastronomische Betriebe zugelassen, die auch überwiegend seit rund drei Jahrzehnten ununterbrochen betrieben werden. Dokumentiert wurde diese Entwicklung im Schnoor-Archiv, aufgebaut von Wolfgang Loose (1918–2014), der maßgeblichen Anteil am Erhalt des Quartiers hatte. Es fand später seinen Standort im Jakobus-Packhaus. Auch andere private Initiativen kümmerten sich um den Erhalt des Viertels, so etwa die „Gesellschaft der Schnoorfreunde e. V.“.

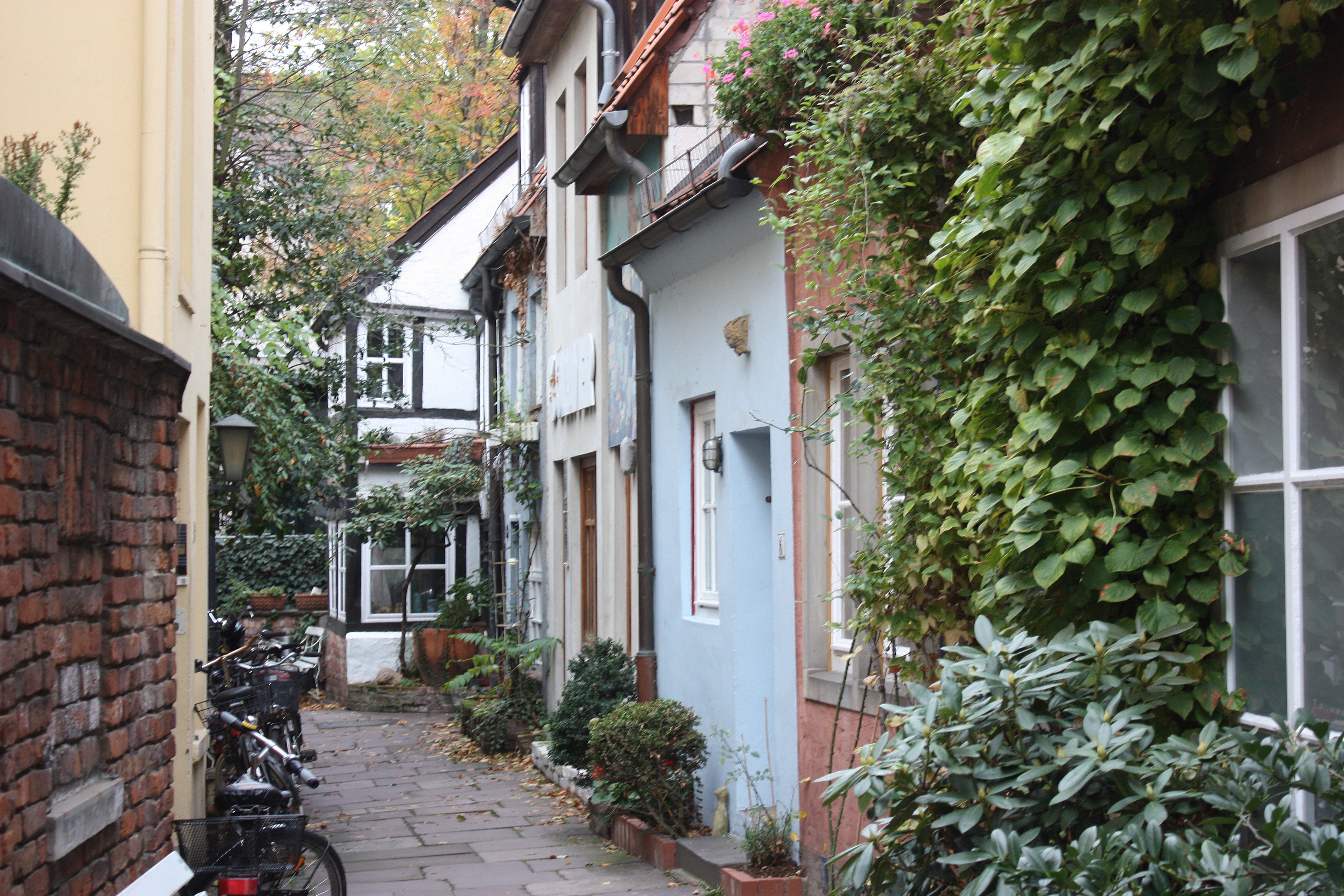
Hinter der Balge, 2012. Das letzte Haus wurde später abgerissen und durch einen Neubau ersetzt.

Am Ostrand des Schnoors, der Marterburg, standen die Mehlsilos der Müller, die „Matten“. Dort wurden nach Entwürfen von Wolfram Goldapp und Thomas Klumpp bunte, postmoderne Häuser mit für den Schnoor typischen Strukturen errichtet.
Der Schnoor beherbergt viele Kunsthandwerkbetriebe (darunter eine Glasbläserei), Galerien, Cafés und Restaurants, Antiquitätengeschäfte und kleine Museen. Unter anderem hat hier das Institut für niederdeutsche Sprache seit 1973 seinen Sitz. Fast 30 Jahre lang gab es ein eigenes Schnoor-Archiv u. a. im Hartke-Haus (Am Landherrnamt 3) und ein privates Museum im Schifferhaus (Stavendamm 15). 2005 wurde ein Antikenmuseum im Schnoor eröffnet, das bis 2018 bestand. Das 1992 gegründete Travestietheater von Madame Lothár im Wohnhaus Kolpingstraße 9 wurde über Bremen hinaus bekannt und galt bis zu seiner Schließung Anfang 2008 als „bremische Institution“; seit März 2009 wird dort unter neuer Leitung das Teatro Magico in Form eines Eventtheaters betrieben. In einem modernen Anbau des ehemaligen Packhauses finden Theateraufführungen statt. Im Mai 2006 eröffnete in dem teilweise noch erhaltenen alten St.-Jakobus-Packhaus die Einrichtung Bremer Geschichtenhaus. Als letztes Quartier der Bremer Altstadt mit größtenteils erhaltener und zusammenhängender Bausubstanz aus dem 15. bis 19. Jahrhundert hat sich der Schnoor zu einer Hauptsehenswürdigkeit in Bremen entwickelt.

### Bevölkerung
Die ursprüngliche Bevölkerung des Schnoors bestand überwiegend aus Flussfischern und Schiffern, die davon profitierten, dass die Balge, ein Seitenarm der Weser, direkt durch dieses Viertel floss. Im Mittelalter noch Hauptstrom der Stadt, versandete die Balge im Laufe der Jahrhunderte, während der ursprüngliche Nebenfluss, die Weser, an Bedeutung gewann. Das letzte Rinnsal der Balge wurde im 19. Jahrhundert zugeschüttet. Heute erinnern nur noch Straßennamen und in den Boden eingelassene Tafeln an das ehemalige Gewässer.
Einer der bekanntesten Bewohner des Schnoors war Jürgen Heinrich Keberle (1835–1909), der aber aufgrund seines Hinkens nur Heini Holtenbeen genannt wurde, obwohl er kein Holzbein hatte. Er war durch seine typische Erscheinung und schlagfertige humorvolle Art zu einem Bremer Original geworden. Ihm wurde ein Denkmal gesetzt, und ein Verein, der sich um die Erhaltung des Schnoors kümmert, wurde nach ihm benannt.

## Gebäude, Denkmalschutz

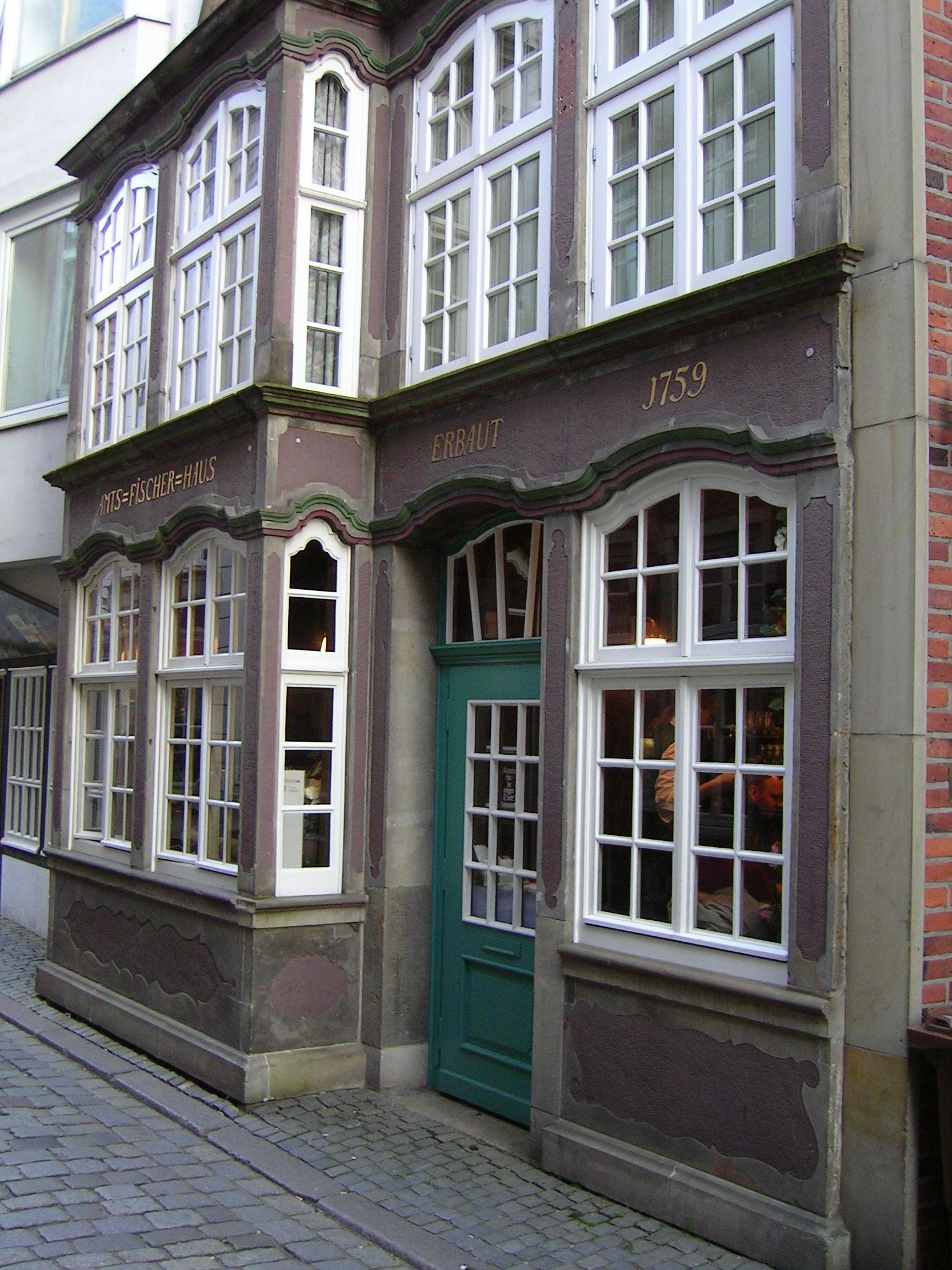
Sandsteinfassade des Amtsfischerhauses
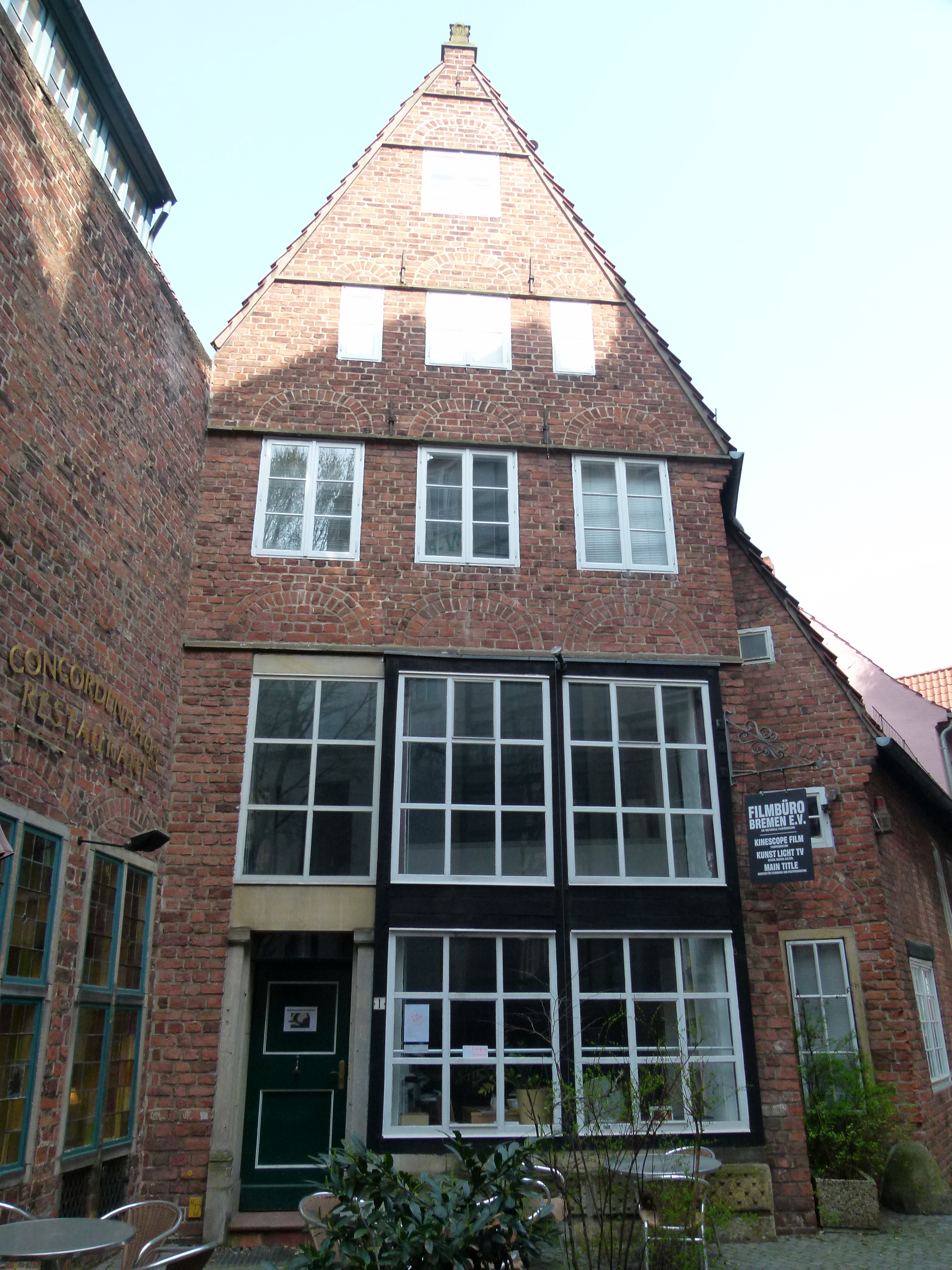
Haus Störmer, Hinter der Holzpforte 1, oben ~ 1550, unten ~ 1805
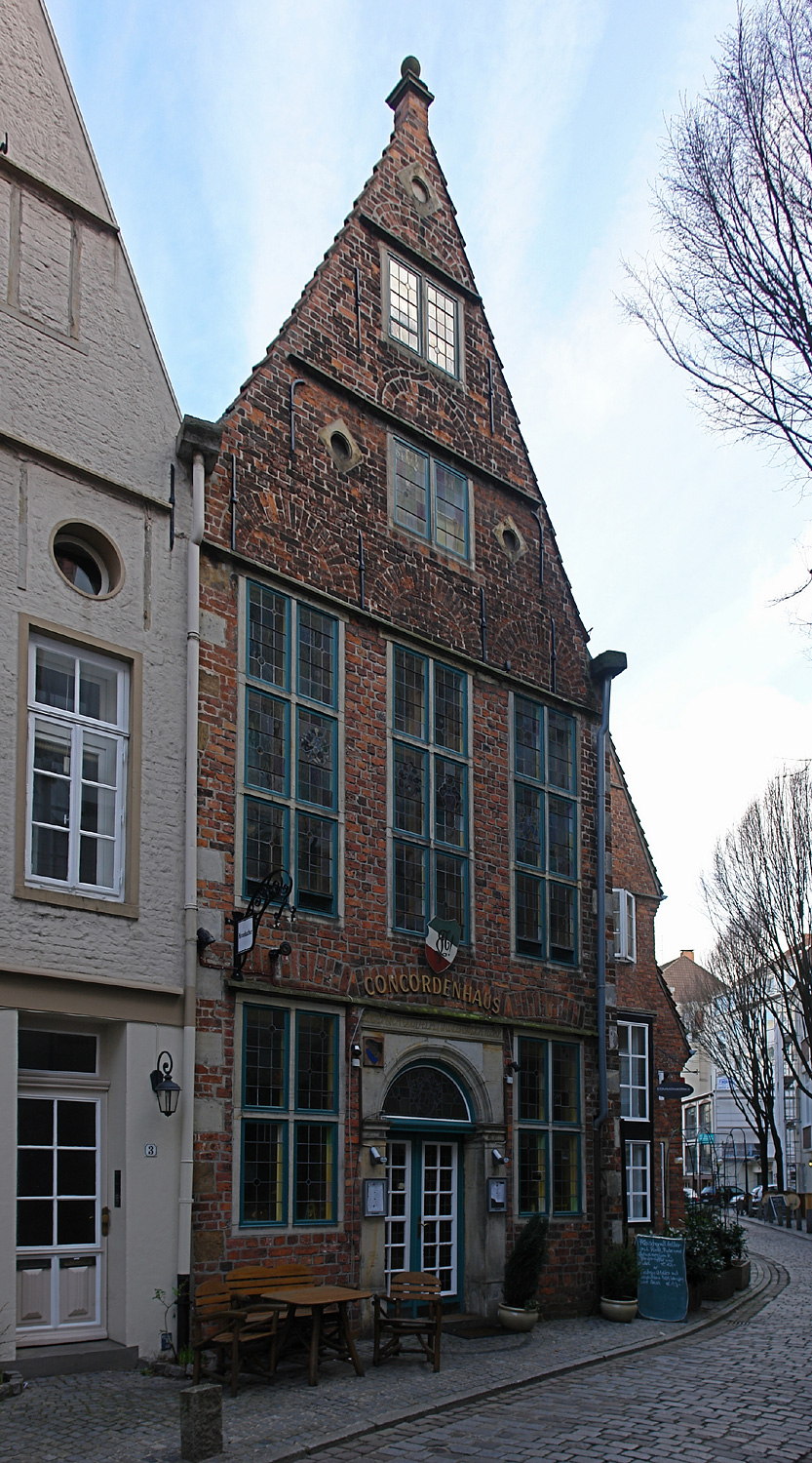
Concordenhaus (1630)
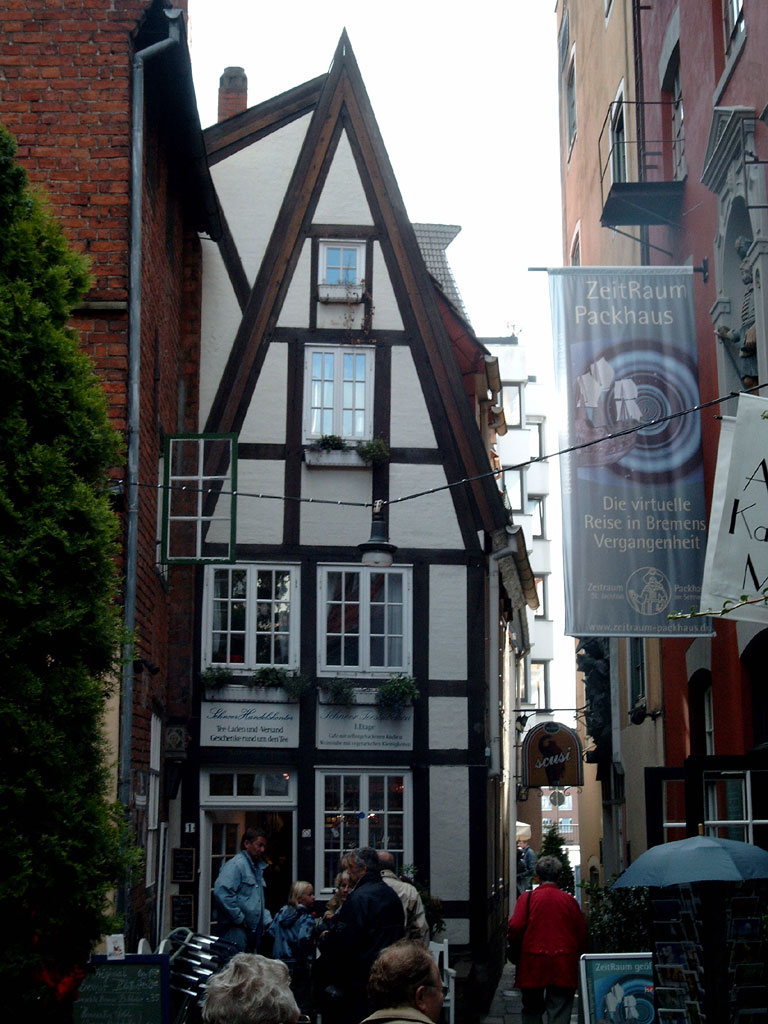
Wohnhaus Wüstestätte 1:  Teestube
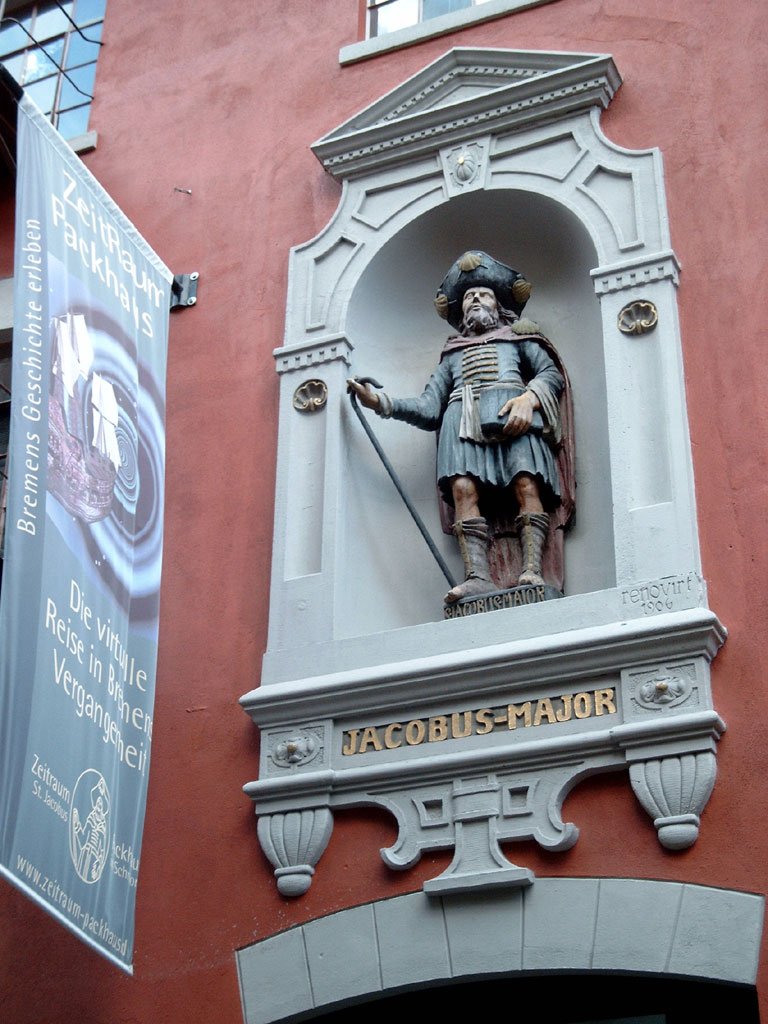
Jakobusstatue „Juxmajor“ am ehem. Packhaus, 1660
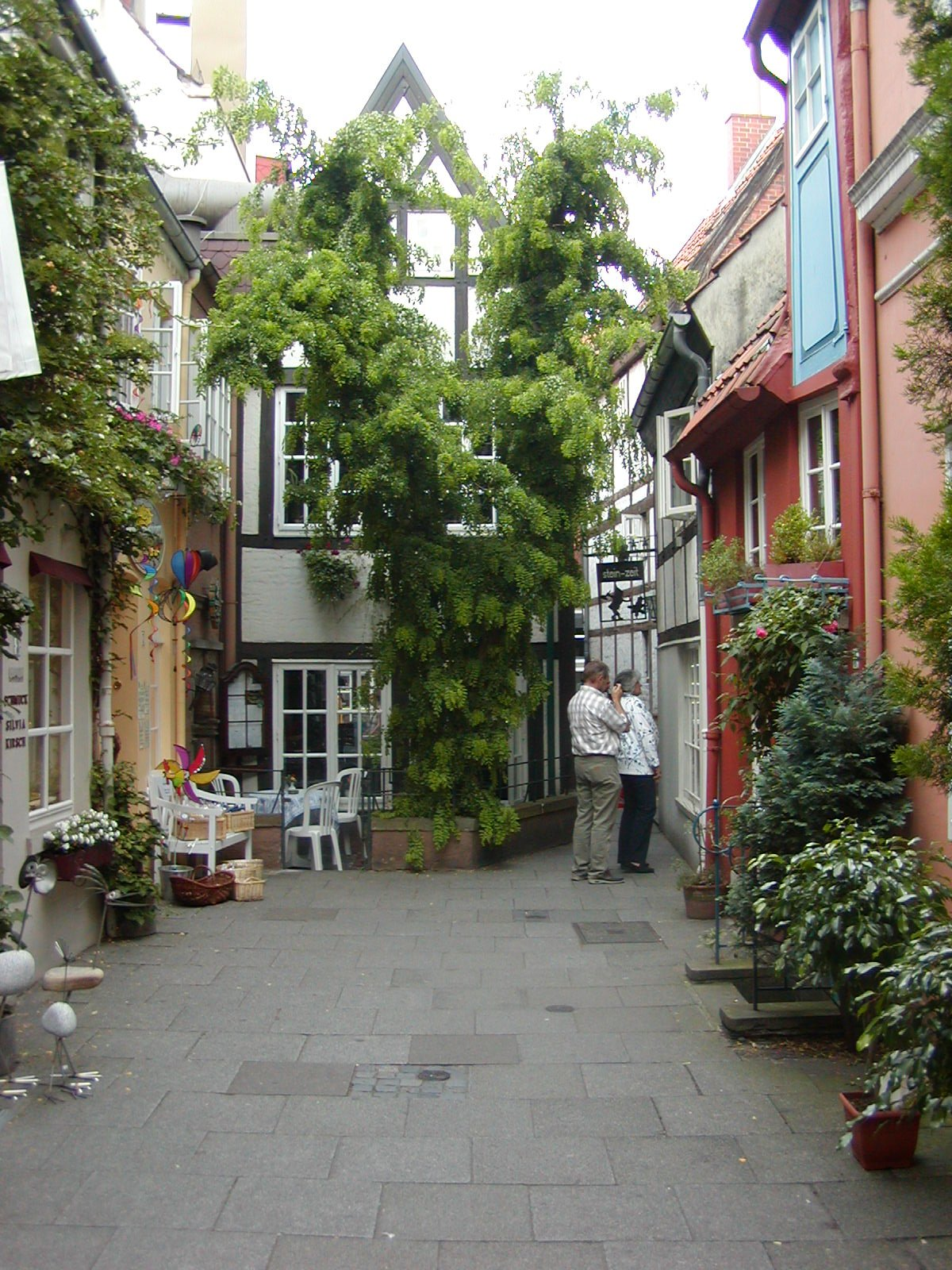
Wüstestätte, Blick nach Nordosten
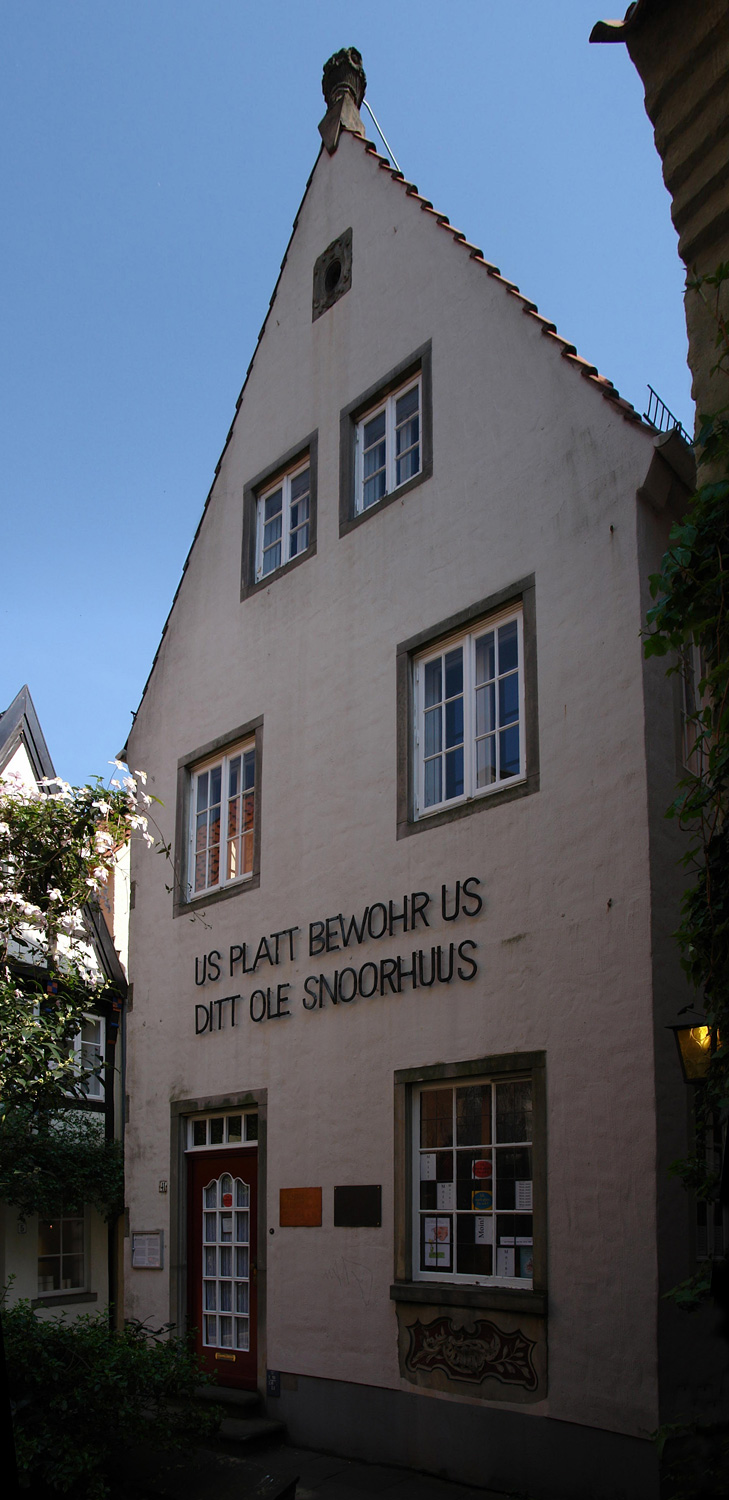
Institut für niederdeutsche Sprache, 1700
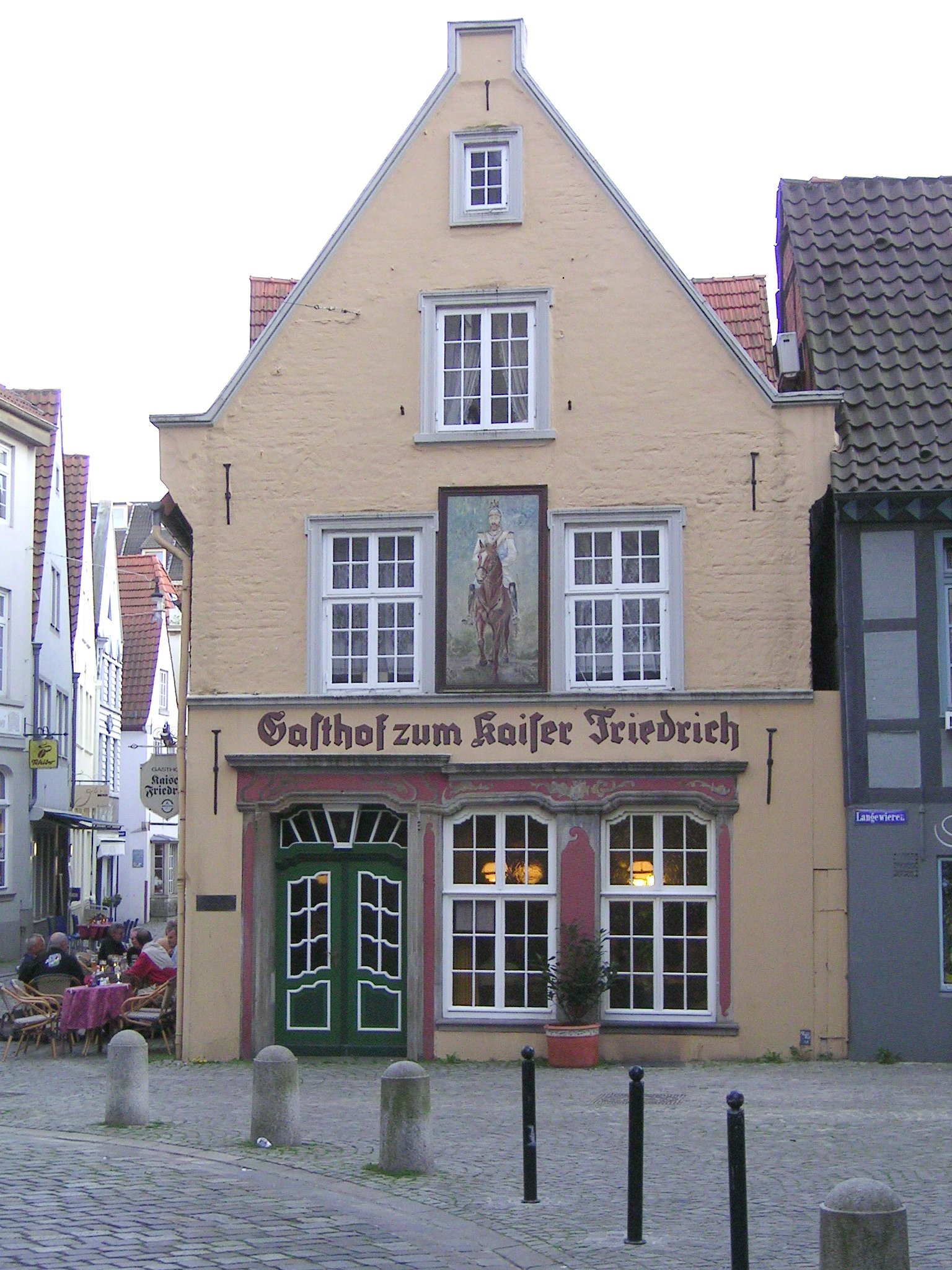
Altes Gasthaus Kaiser Friedrich, 1630
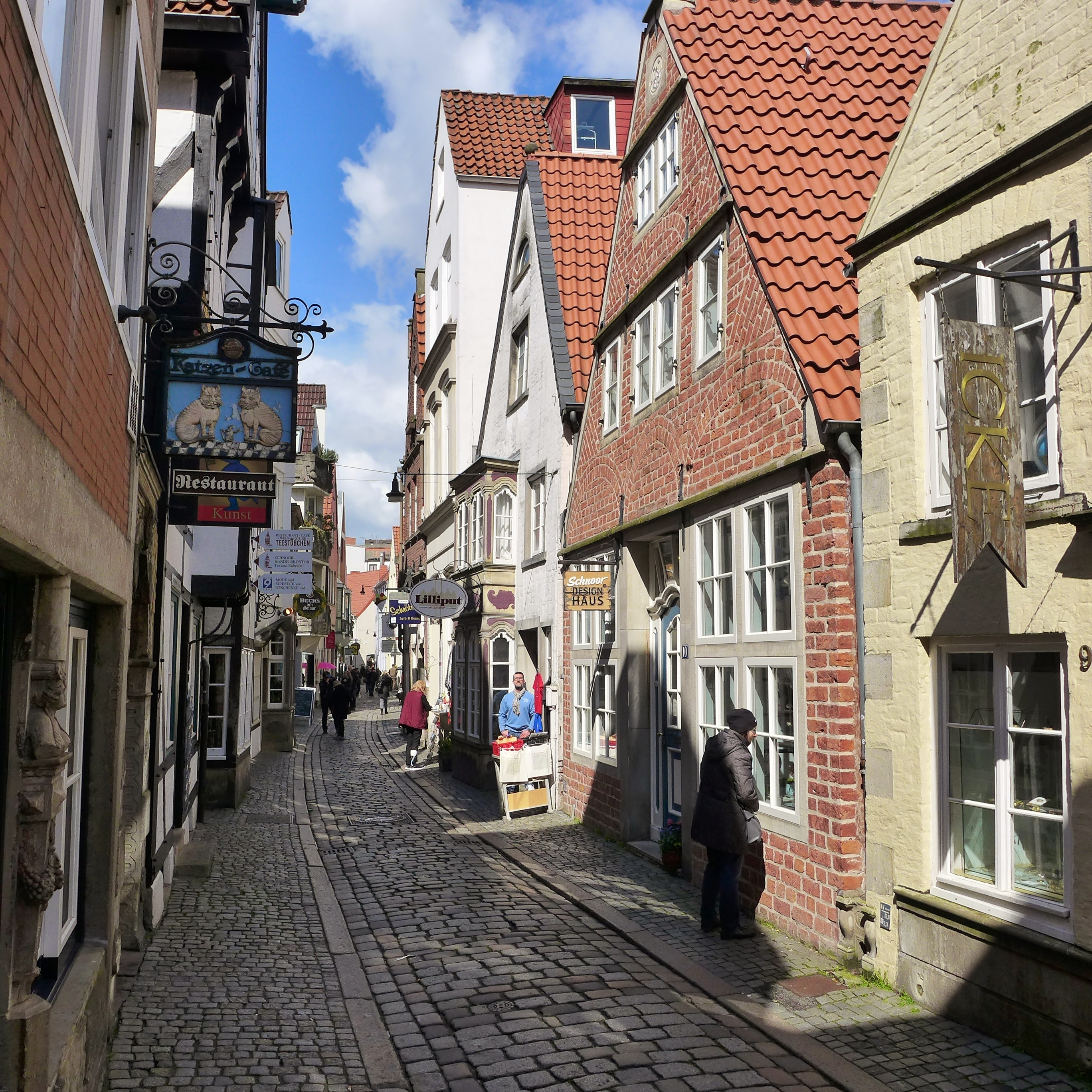
Vorne Schnoor 10, um 1780
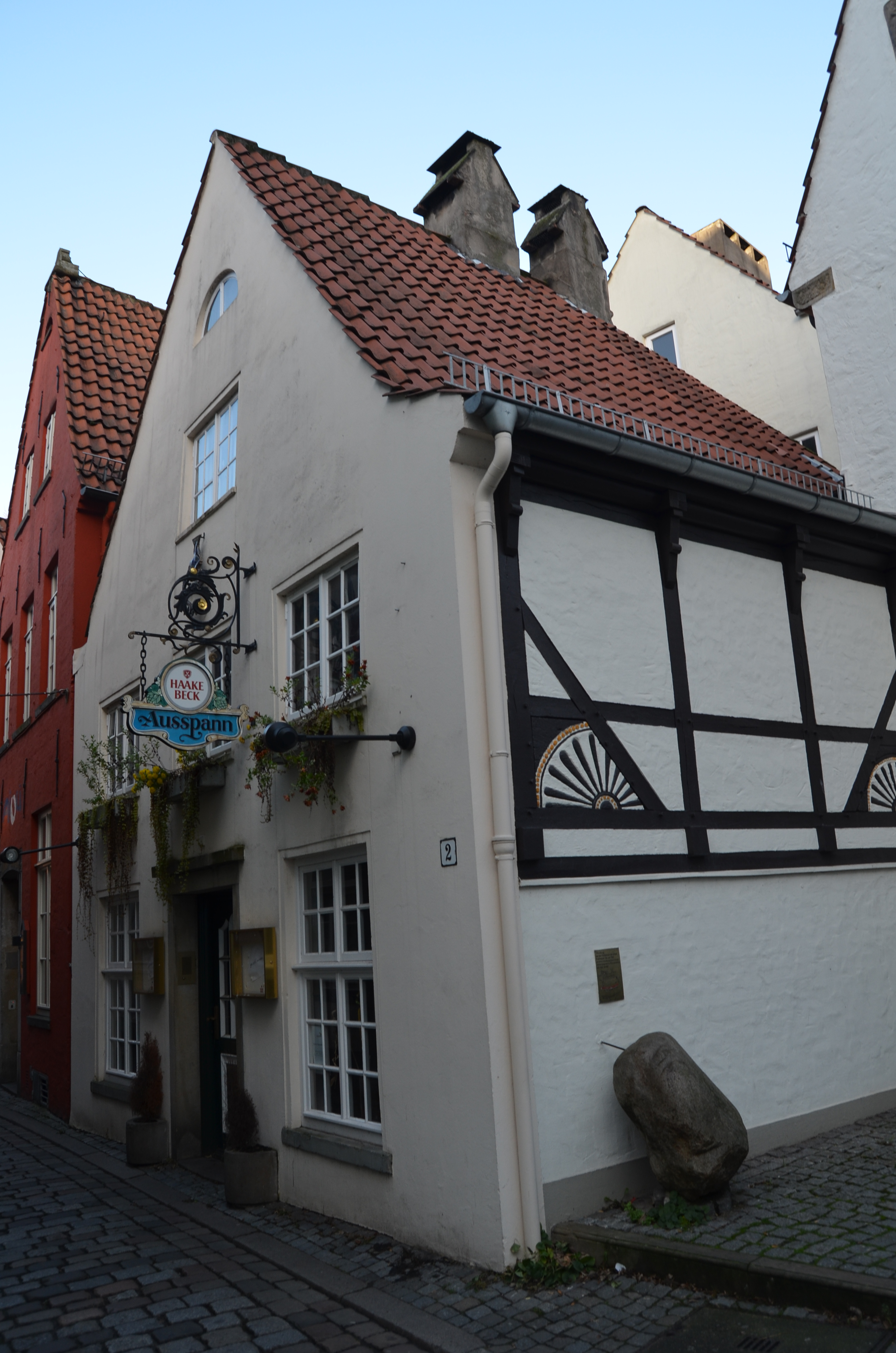
Packhaus Schnoor 2, 1402
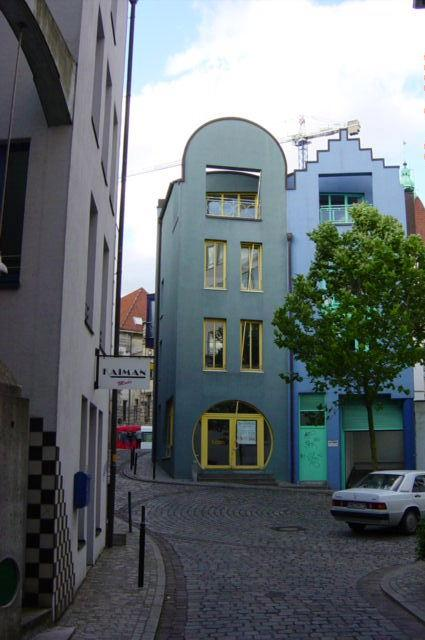
Neue Häuser an der Marterburg
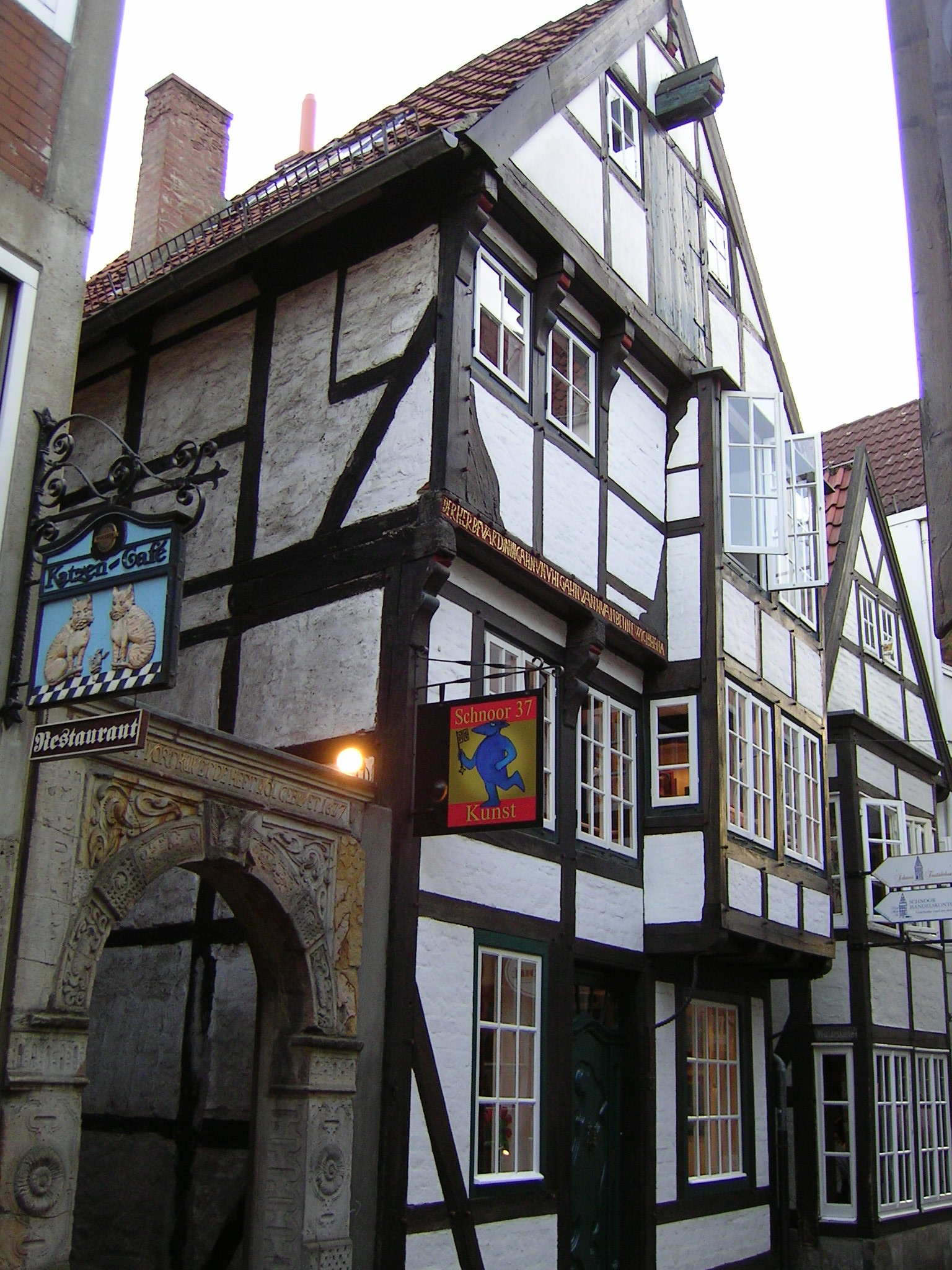
Schnoor 37, 1601/1650, Galerie
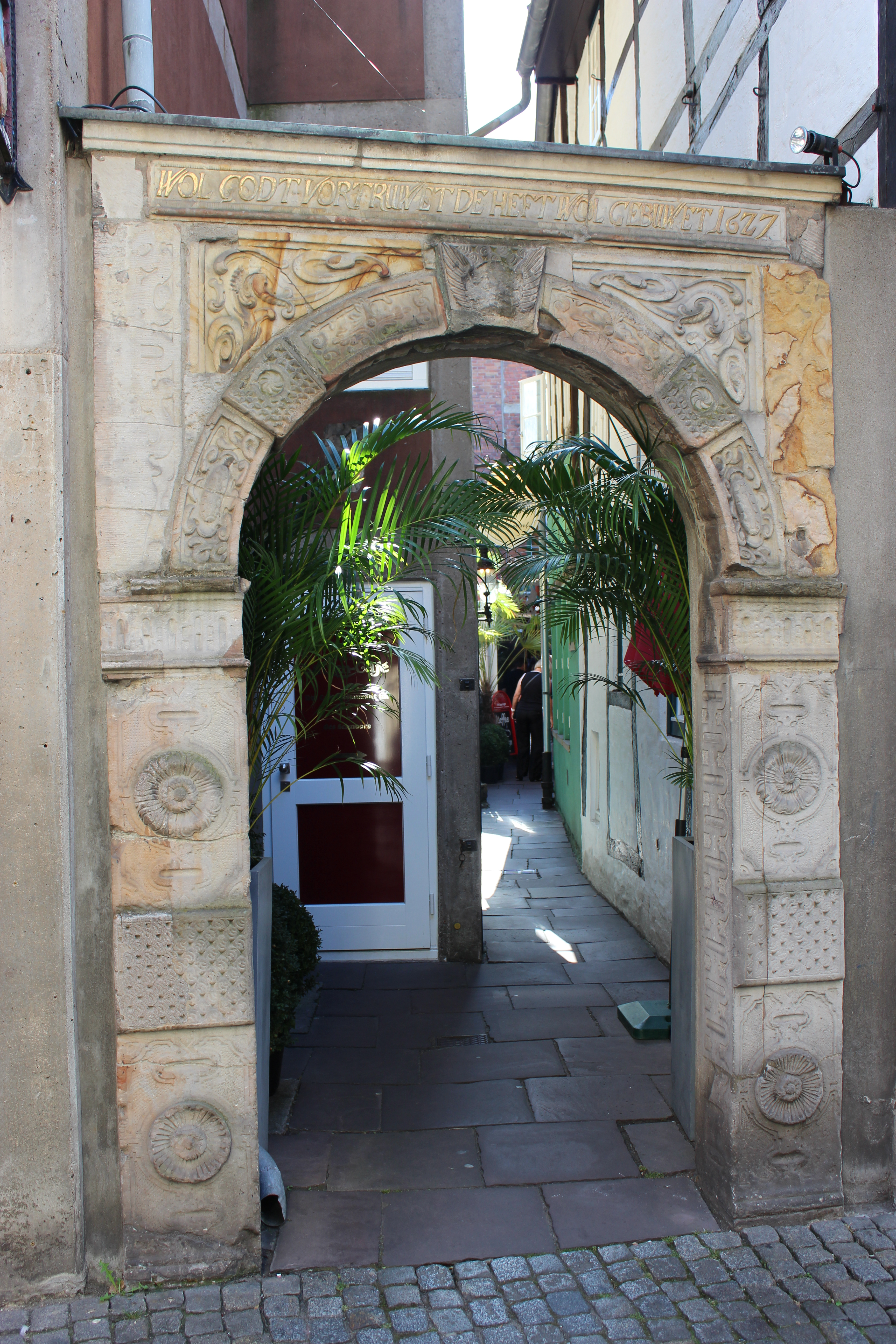
Alexanderbogen zwischen Nr. 37 und Nr. 38
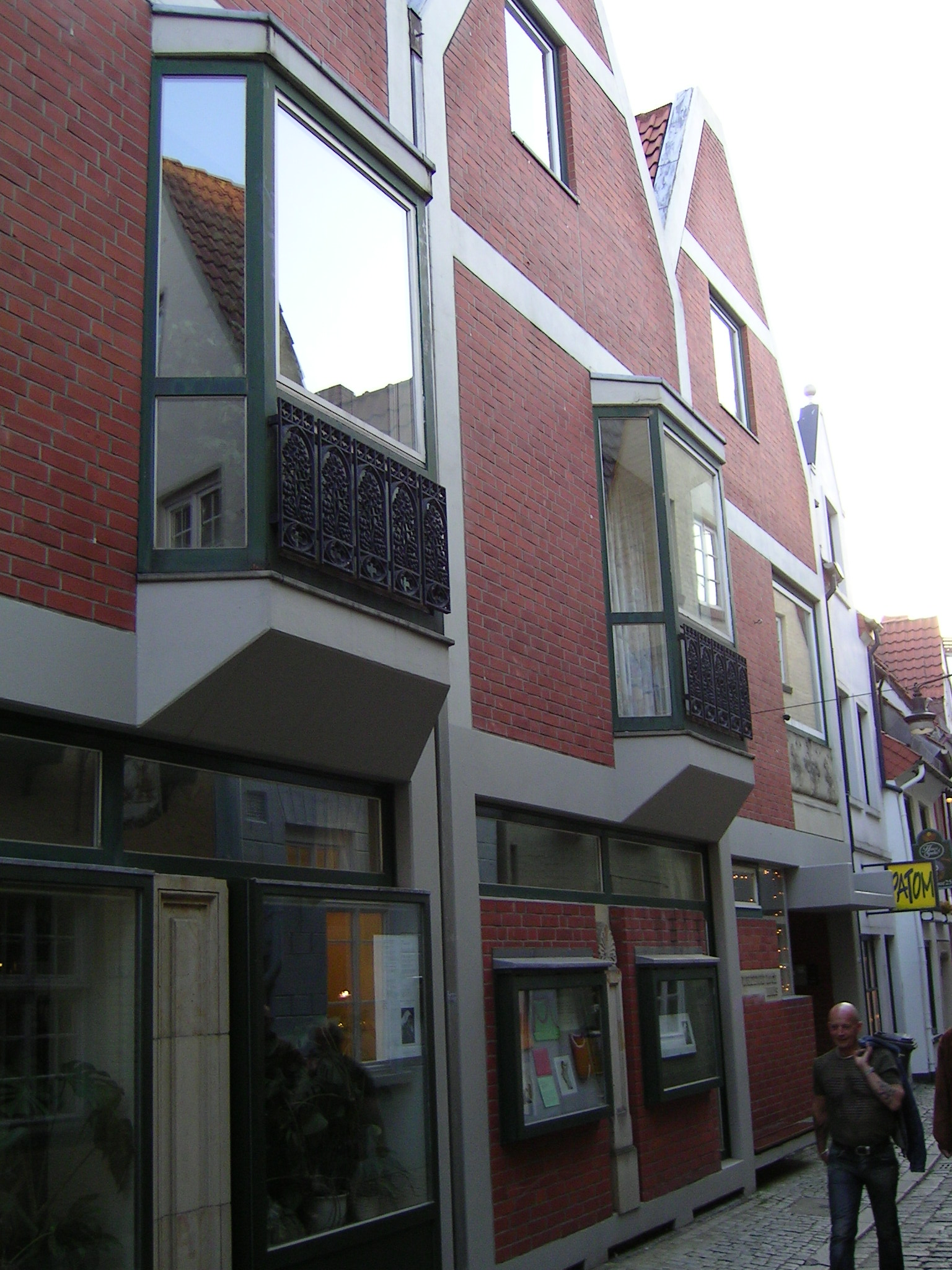
Bremer Presse-Club im Waldemar-Koch-Haus

Die meisten Gebäude wurden erstmals in der Epoche des Klassizismus (um 1800 bis 1850) und des Historismus (um 1850 bis 1890) errichtet, manche entstanden bereits im Barock (1700 bis 1770). Nur wenige Gebäude stammen aus der Renaissance (1550, 1630). Durch die Verfallszeit ab etwa 1900 und die Entwicklung nach 1945 sind zahlreiche historische Zeugnisse verloren gegangen. Ab 1955 wurden viele Gebäude nach alten Vorbildern wiederhergestellt, innen saniert und bedarfsgerecht umgebaut. Aufgrund der Veränderungen über Jahrhunderte konnte allerdings der ursprüngliche Zustand der Gebäude in den meisten Fällen weder erhalten noch originalgetreu rekonstruiert werden.
So wurden im Bereich der Straße Schnoor Nr. 27–35 am Standort des Hotels Alt Bremen, das 1945 zerstört worden war, neue Gebäude errichtet und die historische Fassade des Amtsfischerhauses wurde hier eingefügt. Der heutige Zustand ist ein Versuch, sowohl die architektonische Vielfalt und die Stilepochen als auch die geschichtliche Entwicklung und Lebendigkeit des Schnoorviertels darzustellen.
Das Ensemble der Wohn- und Geschäftshäuser, Gaststätten und Speicher in der Straße Schnoor von Nummer 1 bis 14, 16 bis 20, 23 bis 26, 29, 30, 36, 38, 40 bis 43 steht unter Denkmalschutz.

Der Bremer Presse-Club bezog 1974 den Neubau Schnoor 27/28, das Waldemar-Koch-Haus.
Weiterhin sind die meisten Einzelgebäude unter Denkmalschutz gestellt worden und zwar u. a.
- Schnoor von Nr. 1, 2, 3, 4, 5 und 6, 7, 8, 9, 10, 11, 12, 13, 14, 15, 16, 17, 18, 19, 20, 21/22, 24, 25, 26, 27/28, 29, 30, 31–35, Amtsfischerhaus, 37, Galerie, 39, 41: Institut für niederdeutsche Sprache, 42 und 43
- St. Johann
- Am Landherrnamt von 1 bis 10. (17. – 19. Jh.) u. a.
  - Landherrnamt (1856)
  - Wohnhäuser Nr. 1, (Café Tölke, 17./18. Jh.) 3, Hartke-Haus (17./18. Jh.), 6 (1842), 9 (1965), 10 (um 1800)
- Dechanatstraße 11 (Landherrnamt, 1856), 13 (früher Altes Gymnasium, 1875) und 15 (Postamt, 1879)
- Wohnhaus Franziskanerstraße 5/6 (nach 1837)
- Wohnhäuser Hinter der Balge: Nr. 1 (um 1805), 2 (um 1967), 5 (1967), 6 (1967), 9 (um 1800), 10 (um 1600) und 12 (1968)
- Hinter der Holzpforte 1 (Haus Störmer), 2 (Concordenhaus), Wohnhaus Hinter der Holzpforte 3, Wohnhaus Hinter der Holzpforte 4, 8 (Packhaustheater Bremen) und 20 (Gaststätte Kleiner Olymp)
- Hohe Straße 1 (1845), 2 und 3 (Propstei St. Johannis, 1965) sowie 15 (um 1840)
- Kolpingstraße 2 (Kindertagesheim St. Johann) bis 4, 6, 7 (Haus Kolpingstraße 4/6, Rosenak-Haus) und Wohnhaus Kolpingstraße 9
- Lange Wieren 12 (Schnoorkrämerei) und 13 (Gasthof zum Kaiser Friedrich)
- Marterburg: 26, 27, 28 (Haus Kapitän Lahman), 29 (Haus Störmer), 29A/29B, 30 und die Reste der Bremer Stadtmauer in Nr. 50
- Spiekerbartstraße 1/2: Wohnhaus Spiekerbartstraße 1
- Stavendamm: Nr. 9 (1968), 10 (um 1800), 11 (um 1800), 14 (um 1750), 15: Das Schifferhaus (1630), 16 (18. Jh.), 17 (um 1900), 19 (um 1890)
- Stavenstraße 7 bis 12, 14 bis 19
  - Wohnhaus Stavenstraße 7
- Wüstestätte 1 bis 11
  - Wohnhaus Wüstestätte 1
  - Wohnhaus Schnoor 36, Wüstestätte 6

→ Siehe mehr dazu in der  Liste der Kulturdenkmäler in Bremen-Mitte

## Denkmale und Brunnen
- Badestubenbrunnen (1986/2008) aus Bronze von Jürgen Cominotto, Stavendamm in der Nähe des Schifferhauses.
- Heini Holtenbeen, Bronze-Skulptur von Claus Homfeld; seit 1990 Hinter der Holzpforte in der Nähe vom Concordenhaus.
- Mahnmal für die Opfer der Novemberpogrome 1938 von 1982 aus schwarz gefärbten Beton nach einem Entwurf von Hans D. Voss; vor dem ehem. Landherrnamt.
- Ottjen-Alldag-Brunnen (1733) als Erinnerung an Georg Droste und dessen Romanfigur Ottjen Alldag, Skulptur (1964) von Claus Homfeld; seit 1963/64 beides Ecke Spiekerbartstraße.